# Front d'Alliberament de Catalunya
El Front d'Alliberament Català, també conegut com a Front d'Alliberament de Catalunya (FAC) fou la primera organització armada que defensava les tesis dels moviments d'alliberament nacional d'influència marxista-leninista als Països Catalans i va néixer el 1969. El FAC, el qual es va definir com una organització que lluitava per l'alliberament nacional i de classe, neix amb la unió d'independentistes veterans que provenien del Consell Nacional Català (CNC) i joves independentistes que provenien de l'excursionisme enquadrats a les Joventuts Obreres d'Estat Català. En un principi només van fer algunes pintades però, aprofitant les excursions al Garraf i al Montseny, el sector més jove de l'organització va començar a proveir-se d'explosius i de les primeres armes.
Hem de tenir en compte, doncs, que, de la mateixa manera que havia passat amb el Front Nacional de Catalunya, el FAC donava prioritat a l'acció per sobre de la ideologia i l'estratègia. La tàctica del Front d'Alliberament de Catalunya consistia en la creació de grups armats que havien de forçar la situació per tal de provocar una insurrecció armada del poble català.
Pel que fa a la ideologia del FAC, els militants creien que la lluita nacional i social havien d'anar unides. Per altra banda, també incloïen la possibilitat d'una unificació de tots els Països Catalans si el moviment hagués prosperat en els altres territoris. Tot i això, el Front d'Alliberament de Catalunya tan sols tingué implantació al Principat de Catalunya.
En pocs anys el FAC va realitzar més de cent atemptats. Aquestes accions es feien contra institucions de tota classe properes al règim franquista, com el diari La Vanguardia, els Jutjats, repetidors de TVE, casernes de la Guàrdia civil i oficines d'Hisenda, però, al mateix temps, es procurava no causar cap mort. El primer atemptat conegut fou el 15 d'octubre de 1970 a les oficines de Radio Nacional de España al Passeig de Gràcia de Barcelona. El Dia de la Victoria de 1971 dinamitaren l'encreuament ferroviari de la plaça de les Glòries, paralitzant els trens tot el dia. El 1972, però, en foren detinguts els militants Carles Garcia Solé i Ramon Llorca, i molts altres membres s'exiliaren. A Centelles i a Begues, s'hi havien trobat dos dipòsits d'armes del Front amb 216kg de dinamita, 200 metres de corda inflamable, 95 cartutxos de gelamonita 1 A, 20kg. de goma-2, un explosor elèctric a distància i 700 detonadors.
El 1973 el FAC va celebrar la primera Assemblea a Brussel·les. Els militants va canviar els esquemes de l'organització: de ser un front ampli sense definició on tenien cabuda les diferents opcions d'esquerra, adoptà un programa-declaració on es declarà partidari de la creació del Partit Comunista de Catalunya, en considerar que aquest no existia des de la desaparició de l'anterior PCC l'any 1936. Criticava el "reformisme oportunista" del PSUC i la proliferació de petits grups i sigles que disgregaven la lluita. El FAC considerava una prioritat "l'alliberament de Catalunya del jou feixista," i després de l'obtenció de l'Estatut, l'exercici del dret a l'autodeterminació i la independència. El Front adoptava un programa que alguns dels seus membres han qualificat d'inspiració marxista leninista o maoista. Es proposava impulsar la lluita "contra la dominació burgesa i nacional", "explicar que ambdues coses són estretament lligades", i dirigir la lluita "en les dues direccions sense privilegiar ni l'una ni l'altra". El FAC considerava que "Les classes populars, per la situació que tenen dins la societat, sofreixen més l'opressió nacional: opressió en l'àmbit econòmic, político-militar i cultural", "són els guardians de la identitat nacional", i han de ser qui encapçali la lluita per l'emancipació del poble i l'alliberament nacional i social. El Front considerava "catalans tots els qui viuen i treballen a Catalunya i la consideren la seva llar", rebutjant les divisions de les classes populars catalanes segons els seus orígens. El FAC decidí que mantindria la seva denominació fins al congrés que havia de suposar la creació del Partit.
El 1974 es produí la incorporació d'alguns militants trostskistes i d'Izquierda Revolucionaria de l'àrea de Terrassa i Sabadell. Segons Jaume Fernandez Calvet durant aquesta mateixa època es produeixen també contactes esporàdics amb el Moviment Ibèric d'Alliberament (MIL) de tendència llibertària, dels Solé Sugranyes i Puig Antich, i el grup que seria anomenat Organització de Lluita Armada (OLLA), format de militants provinents del PSAN, organitzacions clandestines armades amb les quals estableix col·laboració puntual. Tot i les definicions ideològiques, els seus militants, provinents de contactes personals i del món de l'excursionisme, prioritzen l'activisme i es destacaran per les seves accions més que per una tasca d'elaboració teòrica.
L'any 1974 es produeix una altra caiguda important de militants de Santa Coloma de Gramenet, entre ells Pere Móra León, i l'octubre de 1975 hi ha una altra caiguda de prop de 20 militants, la major part dels quals de l'àrea de Terrassa-Sabadell, i alguns altres de Barcelona. El desembre del mateix any són detinguts prop de Sant Llorenç de Cerdans (Vallespir), per la gendarmeria francesa, Josep Digon i Balaguer i Cèsar Algora, frustrant els intents de reorganitzar el FAC.
El Front d'Alliberament de Catalunya distribuïa una publicació periòdica anomenada Catalunya Roja.
El 1976 es va crear el Moviment Revolucionari de Catalunya (MRC) que pretenía ser el braç polític del FAC amb l'objectiu unir-se al PSAN(p) i al Col·lectiu Comunista Català, provinent de Bandera Roja, per crear un Partit Comunista Català que, finalment, mai va existir. En els darrers temps, ja adoptà el marc nacional dels Països Catalans en els seus escrits i propaganda.
El novembre del 1976, les forces policials van trobar un nou dipòsit d'armes del FAC amb vuitanta-set cartutxos de dinamita i cinc rotlles de cordó detonant.
El 3 de març de 1977, la Prefectura Superior de Policía de Barcelona va anunciar la detenció Joan López Camacho, Lluís Guijarro, ambdós per segona vegada, Francesc Romero, Jordi Company, Jordi Delgado, Marta Bonet, Joan Contreras, Anna Maria Viana, Elisenda Cubells, i Francesc Vàzquez, als quals acusà de pertànyer al FAC. Els onze detinguts eren acusats d'accions amb explosius i expropiacions en diverses zones de Barcelona, com els arxius del Palau de Justícia, les oficines de Roca-Radiadors. Se'ls confiscà divers material explosiu, així com una pistola i un rifle amb silenciador.
Amb la consolidació de la transició del règim franquista a la monarquia Constitucional, el FAC va desaparèixer de fet el 1977 i la seva branca política, el MRC, en els mesos següents.
Alguns dels militants destacats del grup foren Josep Digón i Balaguer, Carles Garcia Solé, Jordi Vera i Arús, Elisenda Romeu, Alfons Cervera, Cèsar Algora, Pere Móra, Antoni Moraton i Ramon Llorca.